# Heavy Trip
Heavy Trip (finsky: Hevi Reissu) je finská komedie z roku 2018. Je to první celovečerní film režisérů Juusa Laatio a Jukky Vidgrena.

## Děj
Přátelé Turo, Lotvonen, Pasi a Jynkky žijí ve finské vesnici Taivalkoski na severu Finska. Mají hudební skupinu, se kterou sice už 12 let hrají skladby metalových skupin v suterénu u Lotvonenových rodičů, ale zatím nemají žádné vlastní skladby a nikdy nevystoupili před publikem. Ve vesnici jsou označováni za lůzry. Turo, který pracuje v psychiatrické léčebně, je velmi plachý, a tak nemá šanci u místní krásky Miiy, o kterou se uchází průbojný zpěvák Jouni.
Lotvonenovi rodiče provozují sobí jatka. Zvuk zablokované pily inspiruje čtveřici přátel k jejich první vlastní skladbě, kterou nahrají na kazetu. Zákazník Lotvonenových rodičů, který shání sobí krev, je manažerem norského metalového festivalu "Nothern Damnation". Skupina mu dá svou demo kazetu a požádá ho, jestli by nemohli vystoupit na festivalu. Skupina má nyní i jméno: "Impaled Rectum", česky "nabodnutý konečník". Turo, aby zapůsobil na Miiu, jí řekne o možném nadcházejícím vystoupení na norském festivalu, která to následně vypráví obyvatelům vesnice, kteří najednou začnou skupinu uctívat jako hvězdy. Turo, rozhozený z nastalé situace, místo toho, aby uvedl vše na pravou míru a řekl, že vystoupení na festivalu ještě nemají jisté, si vymýšlí další lži.
První živé vystoupení ve vesnické hospodě jako Jouniho předkapela však skončí katastrofou: Turo z nervozity pozvrací publikum a navíc vyjde najevo, že festival nemá zájem o jejich vystoupení. Turo se chce vzdát svého hudebního snu, ale Jynkky a Miia ho povzbuzují, aby zkusili štěstí a jeli do Norska, i když namají vystoupení domluvené.
Jynkky na cestu do Norska ukradne dodávku, ale po cestě domů má nehodu a zemře. Zbytek skupiny ukradne Jouniho zájezdový autobus, vykope a naloží Jynkkyho rakev, unese bubeníka Oulu z psychiatrické kliniky a zamíří na festival. Miin otec, který je policistou ve vesnici Taivalkoski, spojí síly s Jounim a Miiou a pronásledují autobus. Informují norské pohraniční orgány, že jsou na útěku teroristé, ale příslušníci pohraniční stráže si spletou skupinu s autobusem plným mužů převlečených za Araby. 
Členové skupiny pronásledování finskou policií a norskou pohraniční stráží se nakonec dostanou na festival, kde ke svému velkému překvapení mohou vystoupit, zejména díky své pověsti kapely, která vykopala z hrobu svého mrtvého bubeníka a málem způsobila válku mezi Finskem a Norskem. Na konci svého vystoupení jsou zatčeni, ale jsou šťastní, že dosáhli svého vytouženého cíle.

## Vznik filmu
Režiséři Juuso Laatio a Jukka Vidgren napsali scénář ve spolupráci se dvěma dalšími autory, předtím pracovali především v produkci hudebních videí a vytváření krátkých filmů. Vidgren pracoval v týmu při natáčení akčního thrilleru Hanna v roce 2011 jako řidič mezi finskými místy natáčení. Pro oba režiséry byl Heavy Trip prvním celovečerním filmem. Jako vlivy uvedli filmy This Is Spinal Tap a Blues Brothers, jakož i televizní seriál Simpsonovi. S rozpočtem 3 100 000 eur byl v době vydání nejdražší finskou komedií. Pracovní název filmu byl Band nimeltä Impaled rektum (česky Skupina jménem Impaled rektum). Film byl částečně natočen ve vesnici Taivalkoski na severovýchodě Finska. Soundtrack složil Lauri Porra, který je baskytaristou finské power metalové skupiny Stratovarius.
Film Heavy Trip měl premiéru ve finských kinech 9. března 2018. Ve stejném roce byl mj. uveden na americkém filmovém festivalu SXSW, na rumunském Transilvania International Film Festivalu, na Scandinavian Film festivalu, v sedmi australských městech, na německém festivalu Fantasy Filmfest a na norském hudebním festivalu Inferno Metal Festival.

## Hodnocení
Film Heavy Trip získal převážně kladná hodnocení. Recenzní stránka Rotten Tomatoes udělila filmu na základě 12 recenzí celkové hodnocení 92 %. Časopis Hollywood Reporter nazval film "bujarým vychvalovaný", jehož příběh je předvídatelný, ale metalové fanoušky nezklame. Časopis Austin Chronicle odkazuje na "příchozí kultovní klasiku" filmu, která svým zvláštním humorem připomíná rané dílo Taiky Waititiho a šikovně slouží svému cílovému publiku, jmenovitě metalovým fanouškům, ale i na vlastní tvrzení, že je epickým prací, která selže. Časopis Slashfilm uvedl, že nastavení filmu sleduje klasické motivy, a to zobrazení nečlenů, kteří dělají vše, aby žili svůj sen. Nicméně, film Heavy Trip je tak plný bláznivých nápadů a narážek, že je výsledkem "barbarského útoku na svaly smíchu ve vyprodaných síňích Valhally masou headbangujících divochů". Časopis porovnal film s novozélandskou hororovou komedií Deathgasm a pochválil autentičnost filmové hudby a výkon herců. Státní finská rozhlasová stanice Yleisradio porovnala příběh fiktivní skupiny Impaled Rectum s death metalovou skupinou Sentenced pocházející z města s 9000 obyvateli, také s potřebnými průlomovými lety. Časopis Film-Rezensionen.de kritizoval, že historie filmu nepochází přímo z jízdy, protože by se gagy opakovaly nebo prodlužovaly a autoři by vyčerpaly myšlenky na pokračování příběhu . Je to však stále "pěkný titul", který se směrem ke konci "otočil o několik převodových stupňů". Hudební časopis Metal.de viděl ve filmu Heavy Trip hned na začátku "dobrou parodii scény", která pobaví každého metalového fanouška, a který se také může smát sám na sobě. Dokonce i vážné problémy, jako je nedostatek vyhlídek pro mladé lidi na finském venkově, by byly napadeny vtipem. Časopis chválil filmovou hudbu, ale kritizoval hrbolaté a někdy absurdní části děje, ale nezabránily filmu "jako celku (...) vytvořit příjemný teplý pocit v žaludku" a dobře zprostředkovat své poselství.

## Obsazení
- Johannes Holopainen jako Turo Moilanen
- Samuli Jaskio jako Lotvonen
- Max Ovaska jako Pasi
- Antti Heikkinen jako Jynkky
- Minka Kuustonen jako Miia
- Ville Tiihonen jako Jouni
- Chiki Ohanwe jako Oula
- Rune Temte jako Frank